# Place (voie)
Pour les articles homonymes, voir place.

Grand-Place, à Bruxelles.

Une place est un espace public non bâti, desservi par des voies de communication ; elle peut être affectée aux piétons ou aux véhicules.
Elle est généralement limitée par des bâtiments, dotée d'un traitement du sol minéral, équipée de mobilier urbain ou d'édicules (statue, fontaine, obélisque, etc.)
Si elle est de petite superficie, elle portera plutôt le diminutif de placette.

## Histoire

### Antiquité et Haut Moyen Âge
Dans la Grèce antique, l’Agora est, à son origine au XIIIe siècle av. J.-C., un grand espace ouvert de forme irrégulière et entouré de bâtiments publics où se déroulent les débats démocratiques et les cérémonies religieuses.
Dans la Rome antique, Le forum réunissait quatre grandes fonctions majeures : marchande, politique, économique et religieuse. C’est un espace dallé, rectangulaire, fermé et encadré de portiques.
Entre le Ve et le XIe siècle, les usages et fonctions des places vont petit à petit perdre leur importance jusqu’à être presque oubliés, la fonction religieuse survit toutefois.

### Moyen Âge classique
Entre le XIe et XVe siècles, l’identité de place dans les villes du Moyen Âge se conforte. Lors de cette période, les villes n’occupent pas un rôle prépondérant dans le fonctionnement des royaumes. Cependant, elles deviennent petit à petit des centres d’activité importants. La forte croissance démographique engendre une augmentation du commerce qui vient s’opérer dans les villes, point de rencontre des commerçants. On peut noter trois places principales dans les villes européennes du Moyen Âge, :
- la place religieuse, avec la cathédrale ;
- la place civique avec l’hôtel de ville, centre politique et juridique ;
- la place du marché, centre économique et lieu de rencontre avec la campagne.

### Renaissance desXVe–XVIesiècles
À la Renaissance, de nouveaux critères de la beauté urbaine s’imposent :
- Géométrie et symétrie : la toute nouvelle utilisation des plans incite les concepteurs à s’essayer dans le tracé des formes géométriques connues. avec des tracés urbains très rationnels, des rues organisées les unes par rapport aux autres ;
- Perspective : par l’étude scientifique de la perspective centrale, on en vient à pouvoir concevoir des axes plus ouverts et larges de même que pour les places.
- Ordonnance : les quelques places, quartiers ou même villes nouvelles seront conçus dans un objectif d’ordonnancement non sans rappeler les villes romaines ; on organise la ville dans un quadrillage d’axes de communications qui gravite autour d’une place centrale.

Les places plus ou moins régulières, avec des arcades, telles que les décrivent Vitruve et Alberti, se multiplièrent. À Venise on réorganisa la place Saint-Marc au XVIe siècle afin de la régulariser. Sur la place du Campidoglio (le Capitole) à Rome et sur la Piazza SS Annunziata à Florence, de nouveaux bâtiments furent construits pour créer la symétrie. Dans les années 1590, la ville nouvelle de Livourne en Toscane reçut une Piazza Grande, bordée de loggias. À la fin du XVIe siècle, cet exemple italien fut imité dans d'autres régions d'Europe : Paris eut sa place Royale (actuelle Place des Vosges), commencée en 1605 ; Madrid sa Plaza Mayor, commencée en 1617 ; Londres eut Covent Garden en 1630. Dans le Nouveau Monde, la plaza de Armas comprenait la cathédrale d'un côté, et l'hôtel de ville de l'autre.

### Périodes baroque et néoclassique
La création de nouvelles places est exceptionnelle durant cette période. La place baroque et néoclassique est une place qui est aménagée dans une réflexion des volumes, de perspectives créées par l’aménagement. Pour la première fois, on associe aux places une notion de promenade et de circulation. On va penser les espaces publics de manière à donner à voir un monument, un paysage, une façade de bâtiments modernes.

## Typologie des places

### Place-parvis
Place formant dégagement devant la façade principale d'un édifice important.

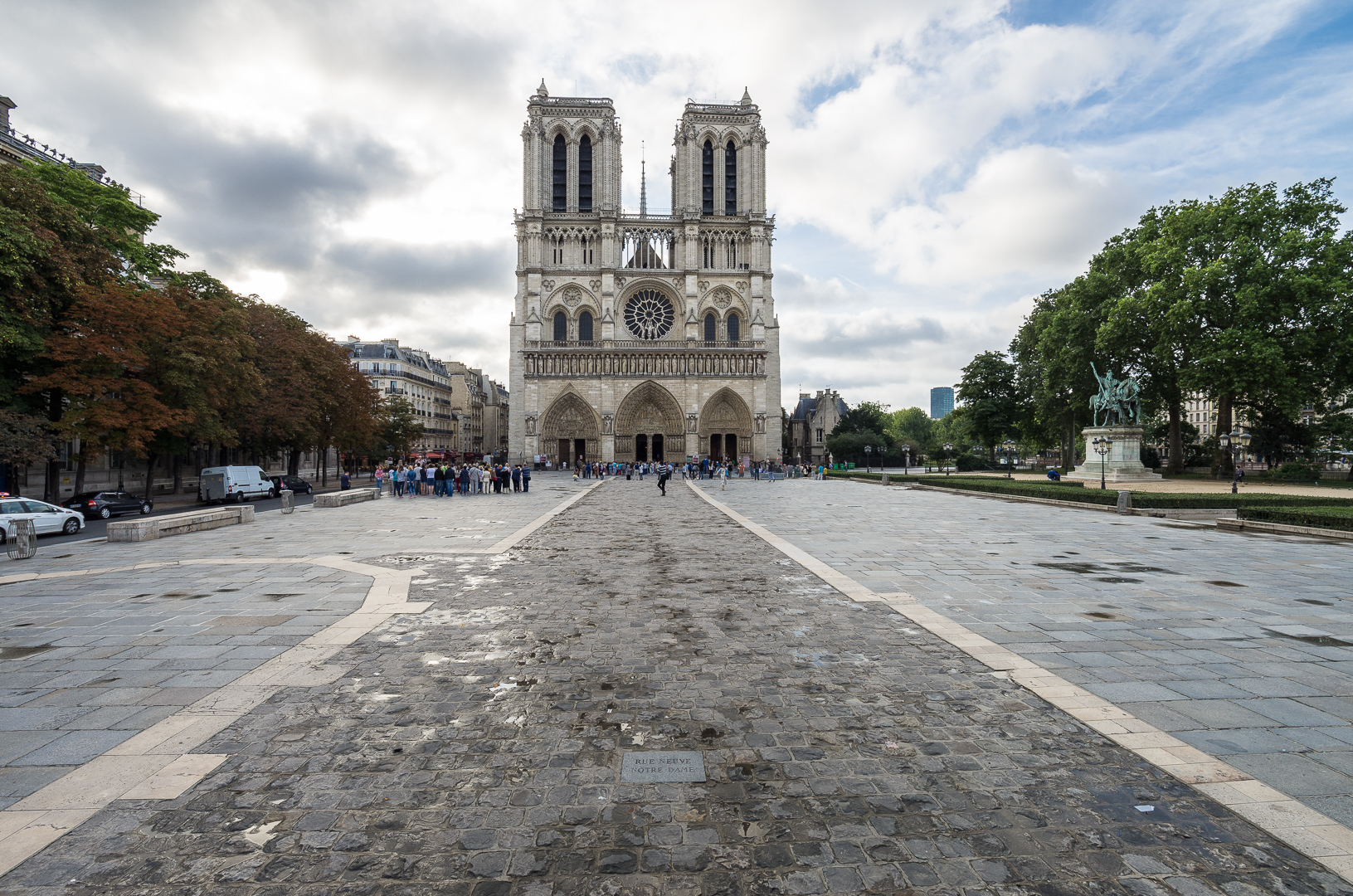
Parvis Notre-Dame - place Jean-Paul-II à Paris.
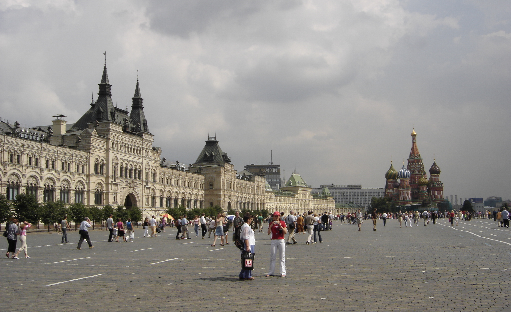
Place Rouge à Moscou.
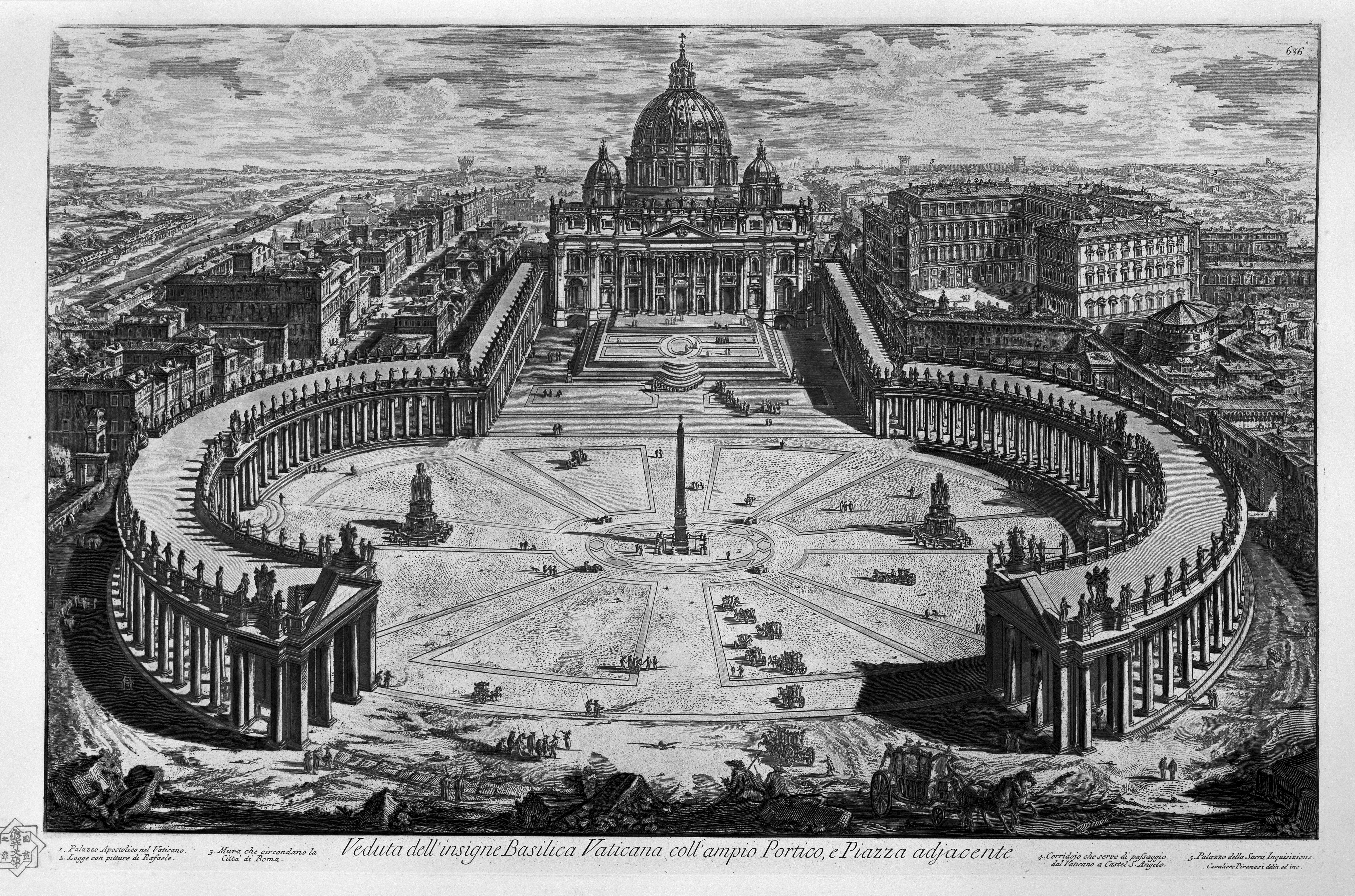
Place Saint-Pierre à Rome.
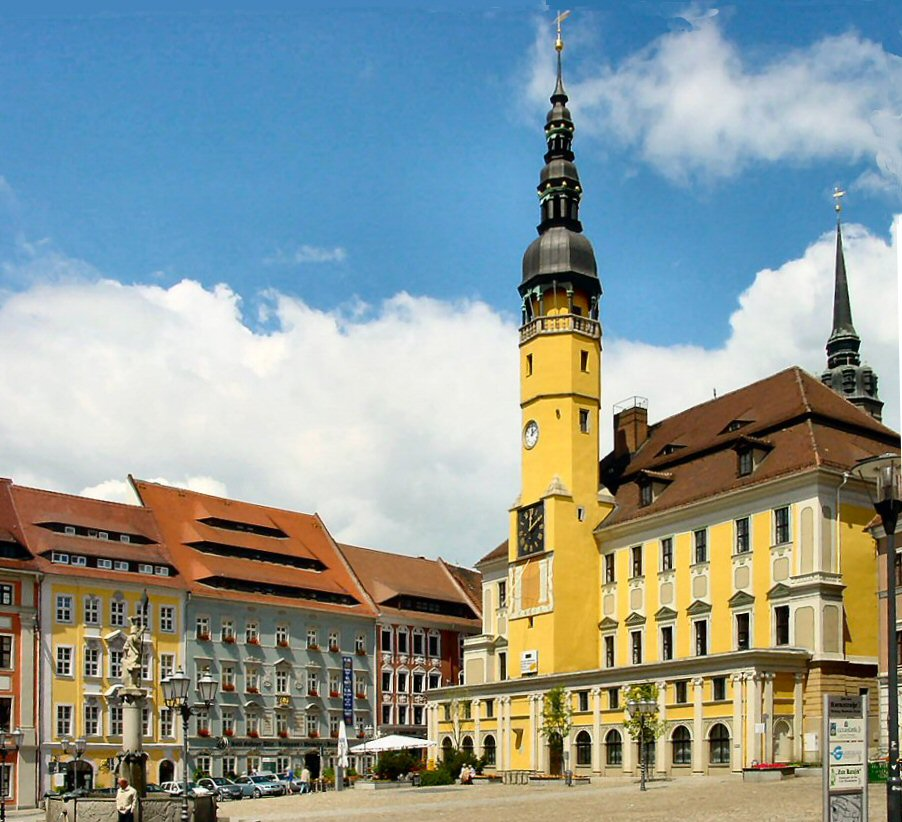
Rathausplatz de Bautzen.

### Place-cimetière
Place attenante à un lieu de culte, dont la fonction principale, à l'origine, était celle de cimetière.

### Place fermée
Place fermée de tous côtés, sans perspectives lointaines. Les places royales (qui sont des salons urbains à l'écart des voies de circulation, à l'instar de la place des Vosges ou de la place Dauphine) sont souvent des places fermées.
Les bastides comportent une place fermée. Les cornières sont une particularité des places des bastides, ce sont des dispositions de bâtiments d'angle qui se touchent dans les étages, tout en laissant le passage aux véhicules et aux piétons au rez-de-chaussée. Un des exemples récents de places fermées est à voir également dans la place Napoléon de La Roche-sur-Yon.

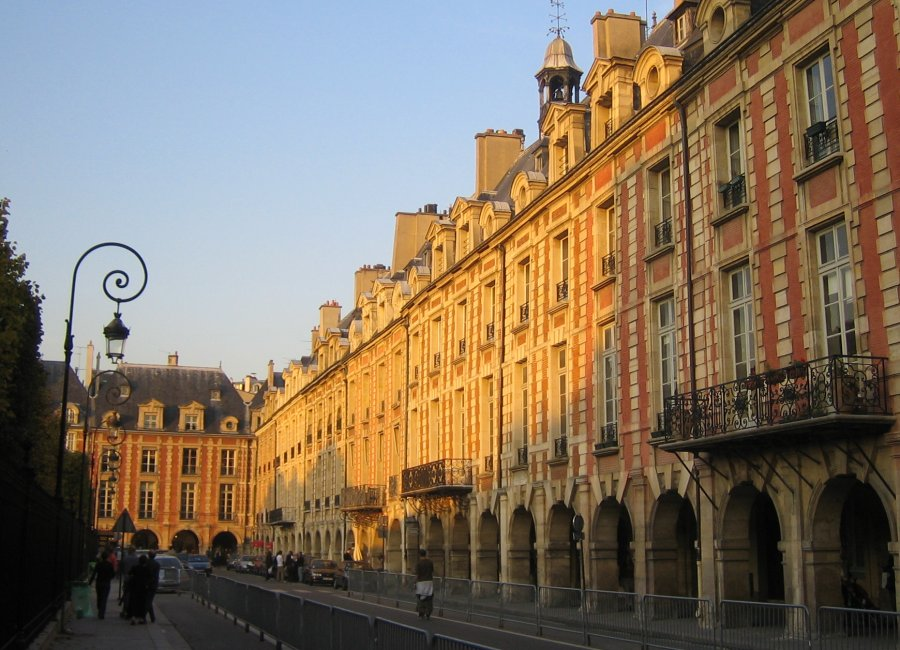
Place des Vosges à Paris.
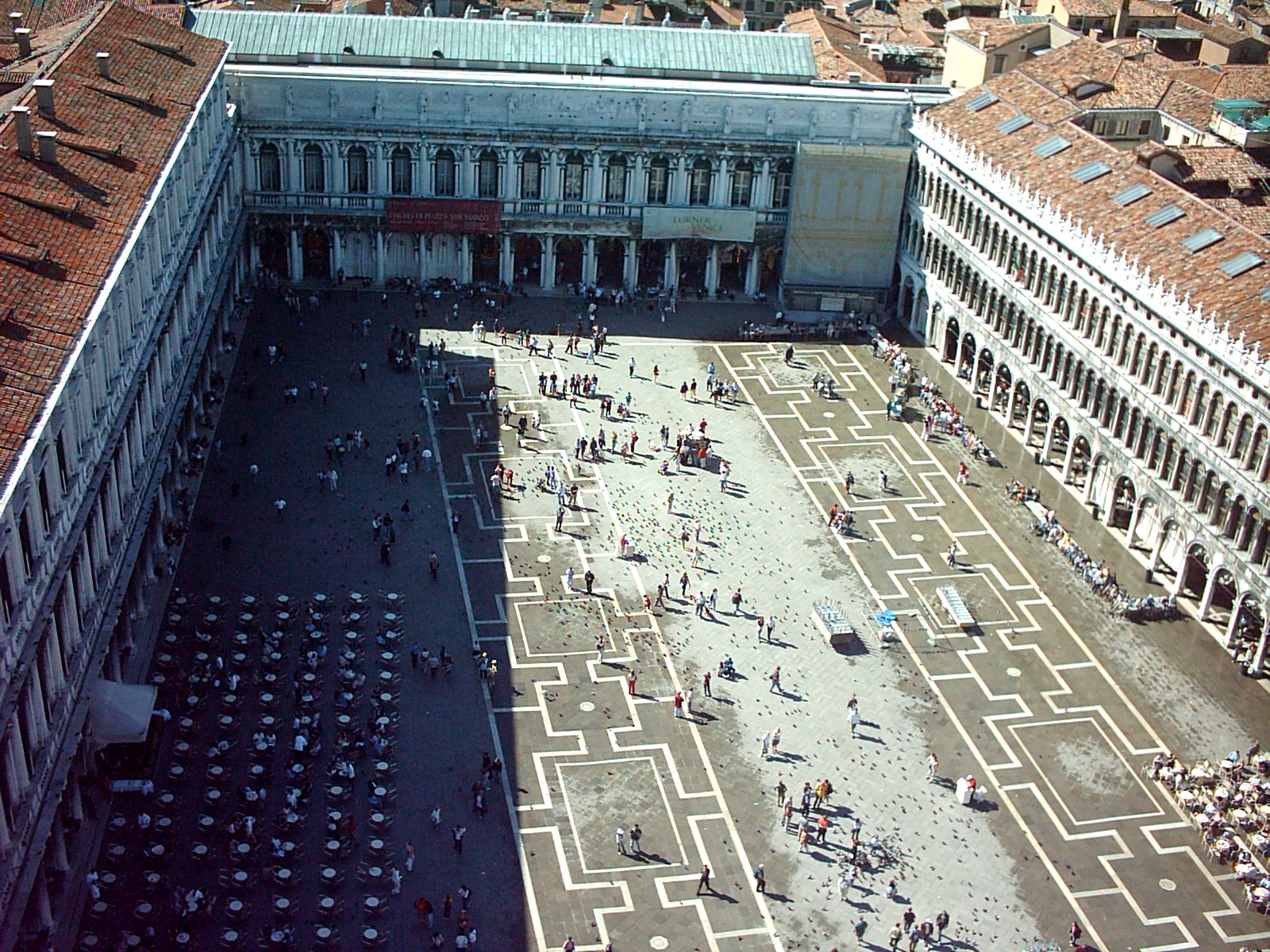
Place Saint-Marc à Venise.
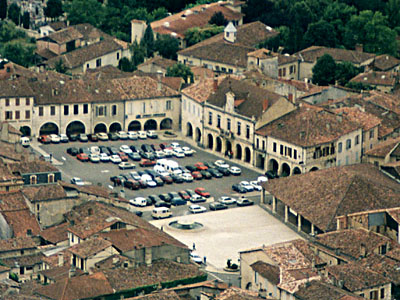
Place de Mauvezin à Bastide.
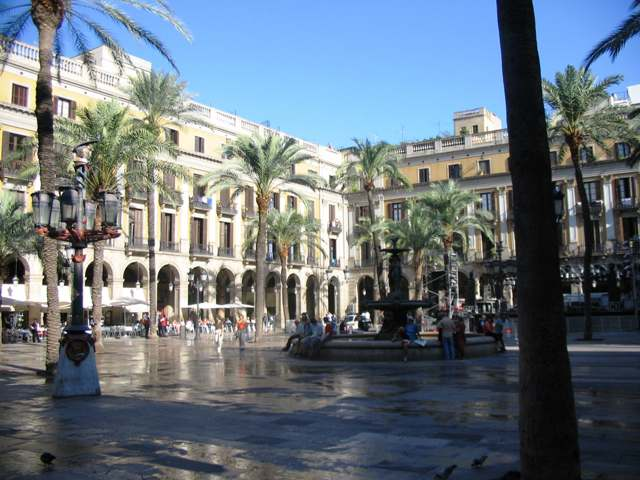
Plaça Reial de Barcelone.

### Place ouverte
À l'inverse de la place fermée, la place ouverte est arrangée de façon à laisser de vastes perspectives. Ce dispositif baroque se retrouve dans les aménagements de Sixte V à Rome : places en patte d'oie ou en trident, entretenant des relations visuelles avec des repères (obélisques, par exemple) ; ce type de dispositif a été repris jusqu'au XIXe siècle, notamment lors des transformations de Paris sous le Second Empire.

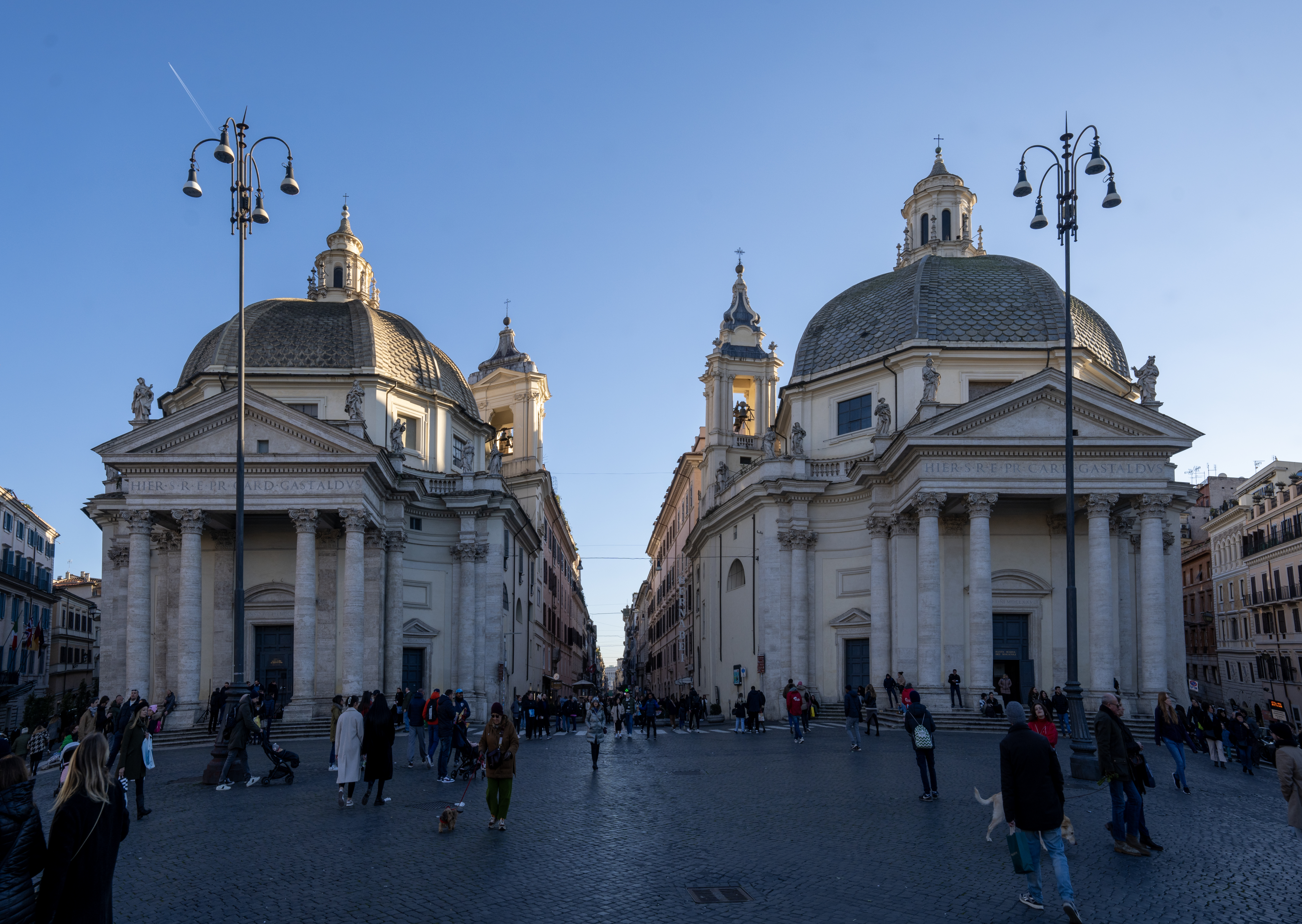
Perspectives de la Piazza del Popolo à Rome.
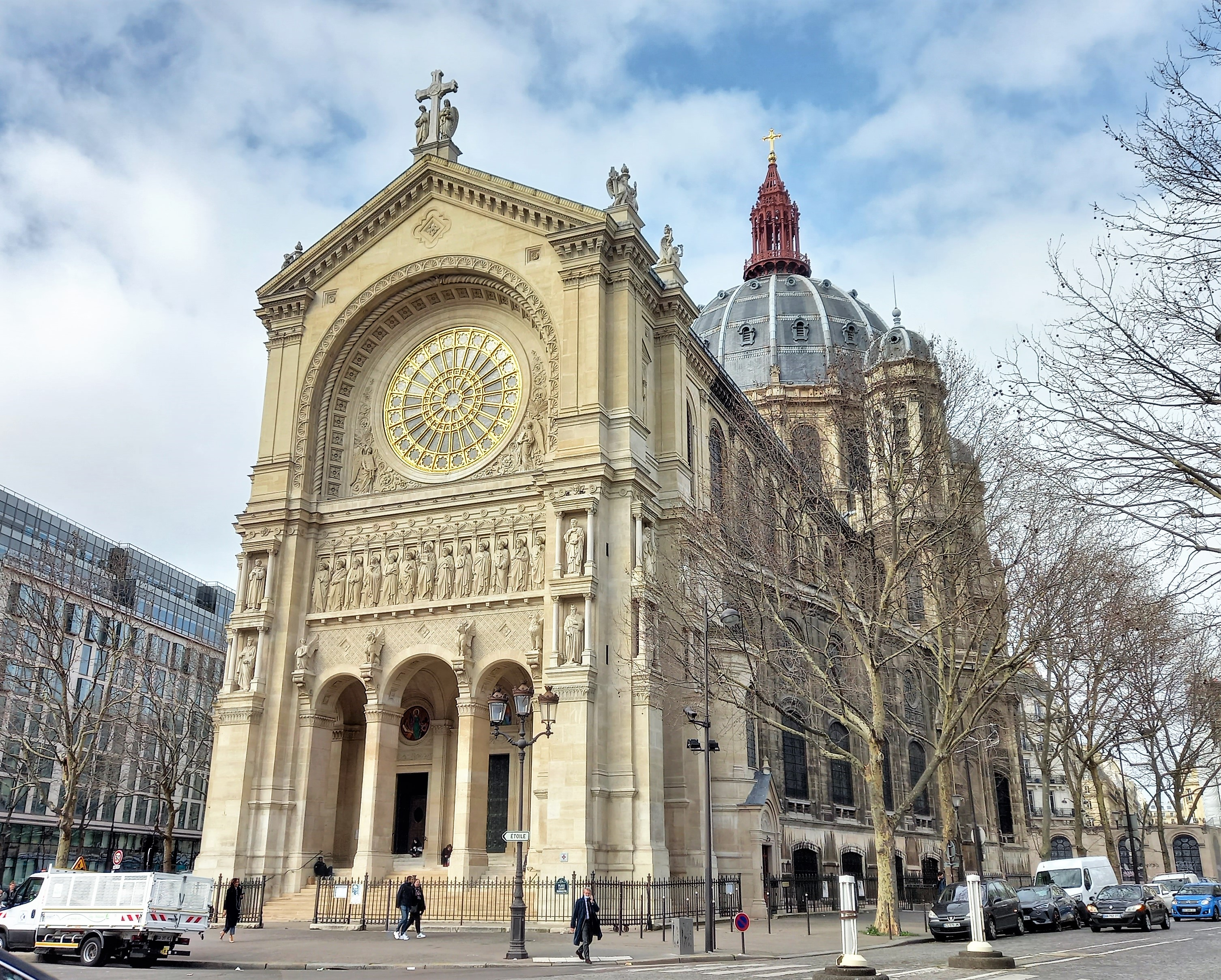
Place Saint-Augustin à Paris.
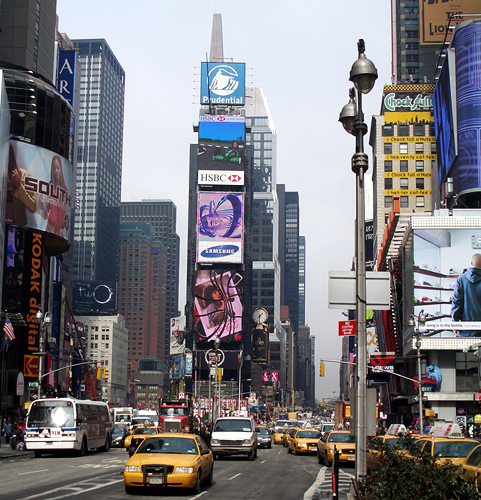
Times Square à New York.
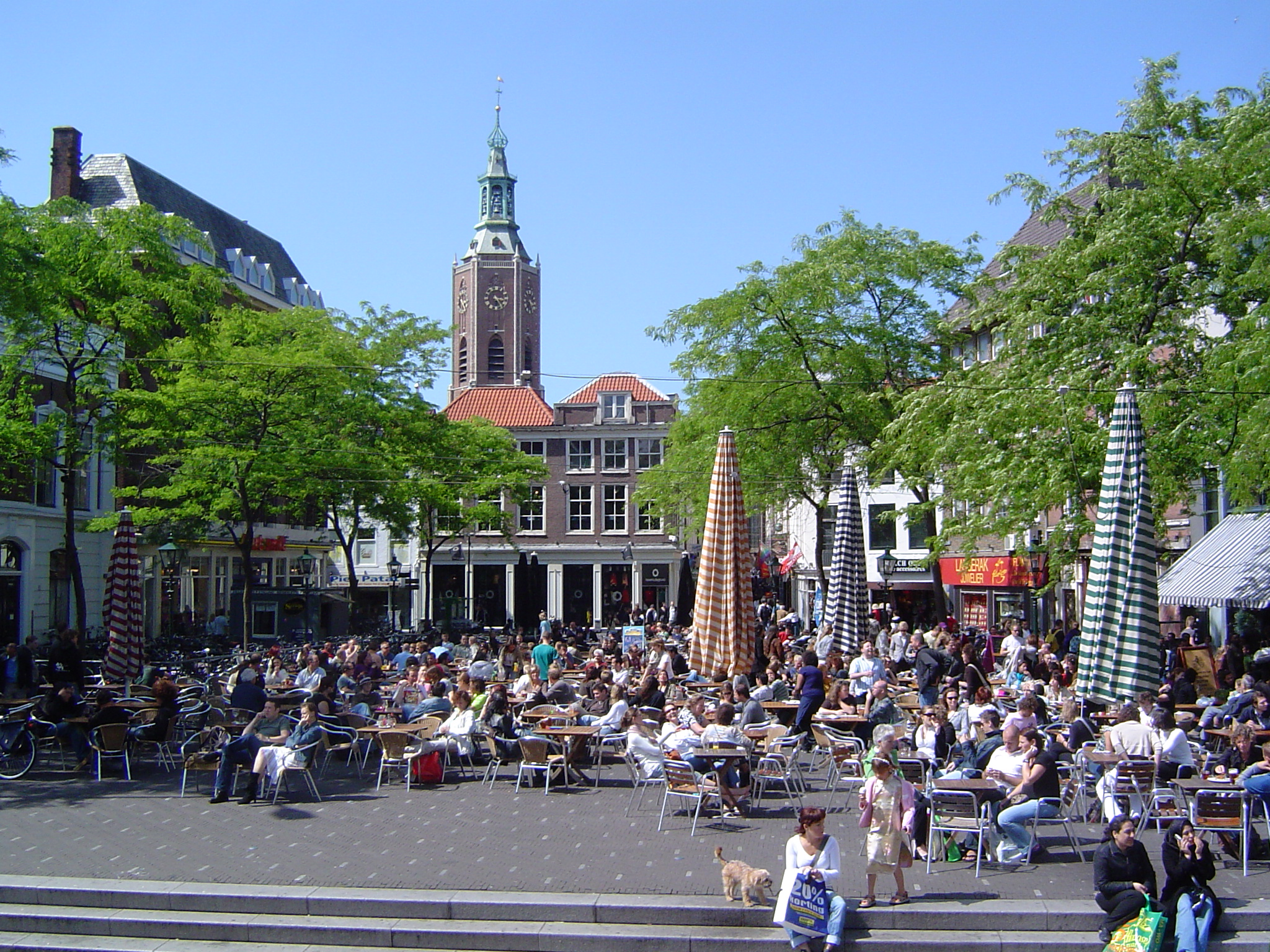
Place du Grand Marché à La Haye.
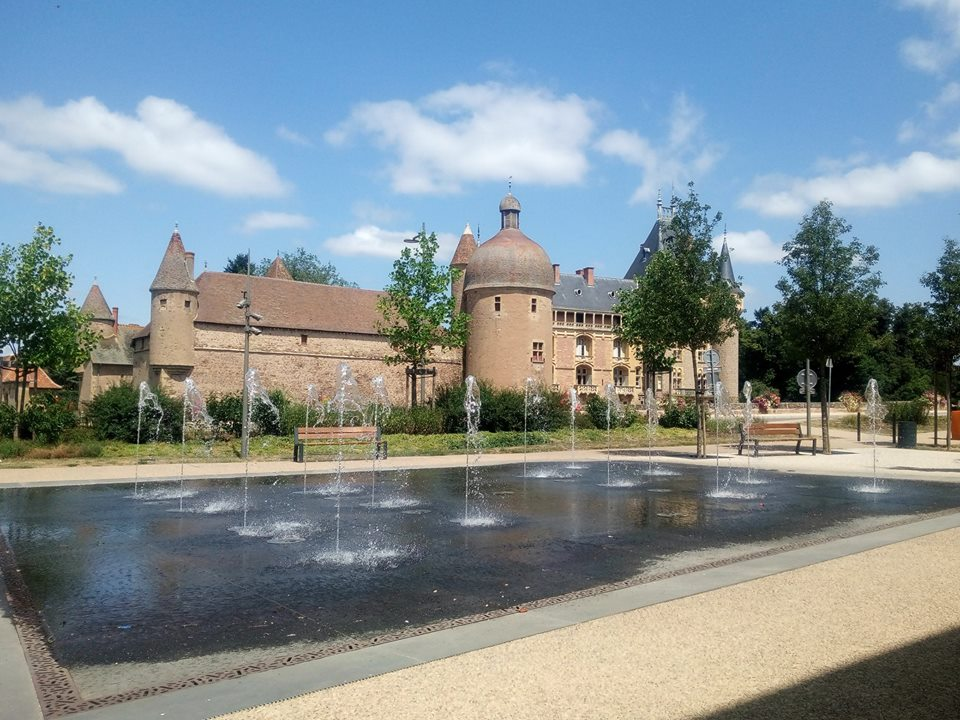
Place des Fossés à La Clayette.
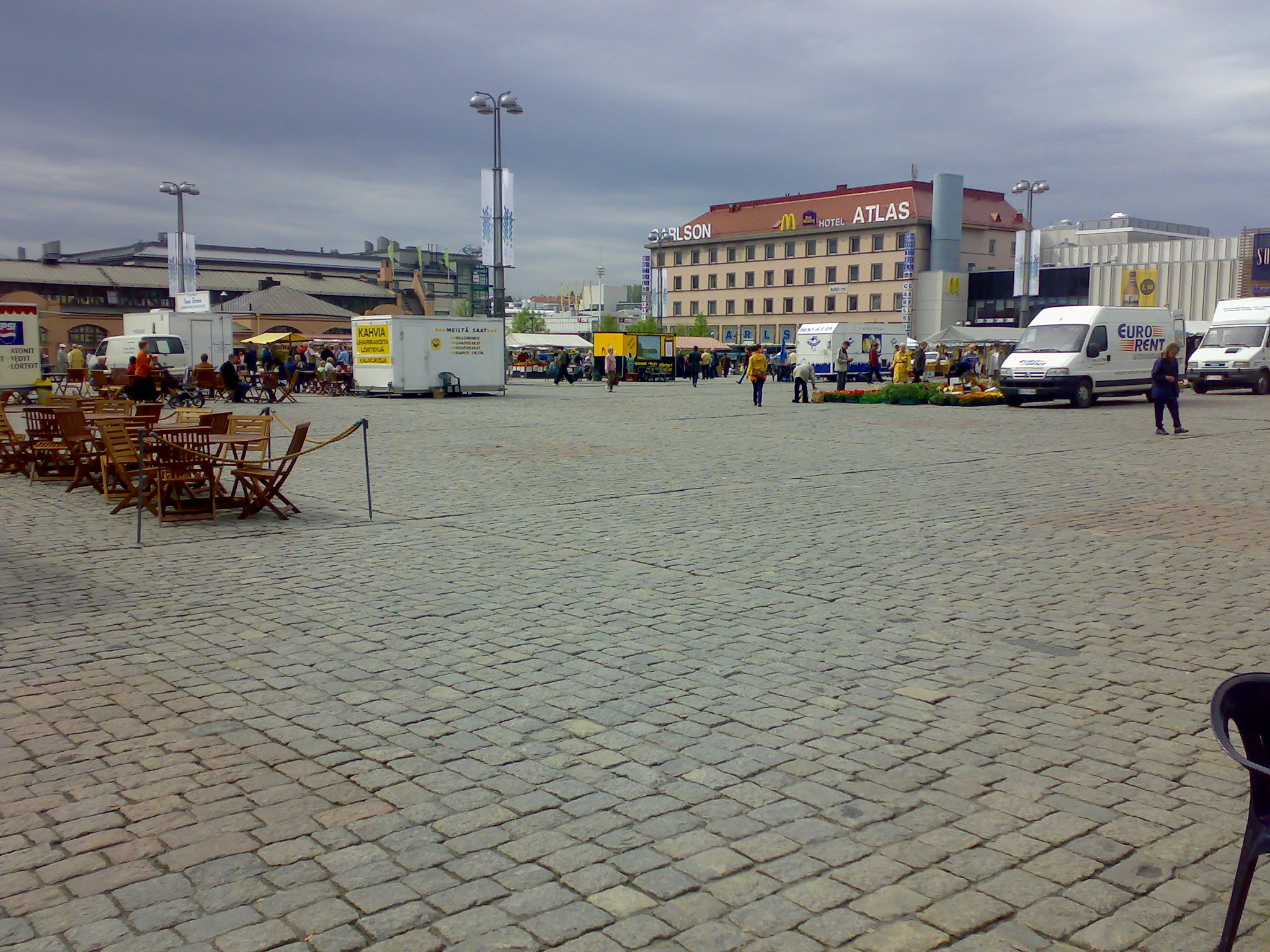
Place du Marché à Kuopio.
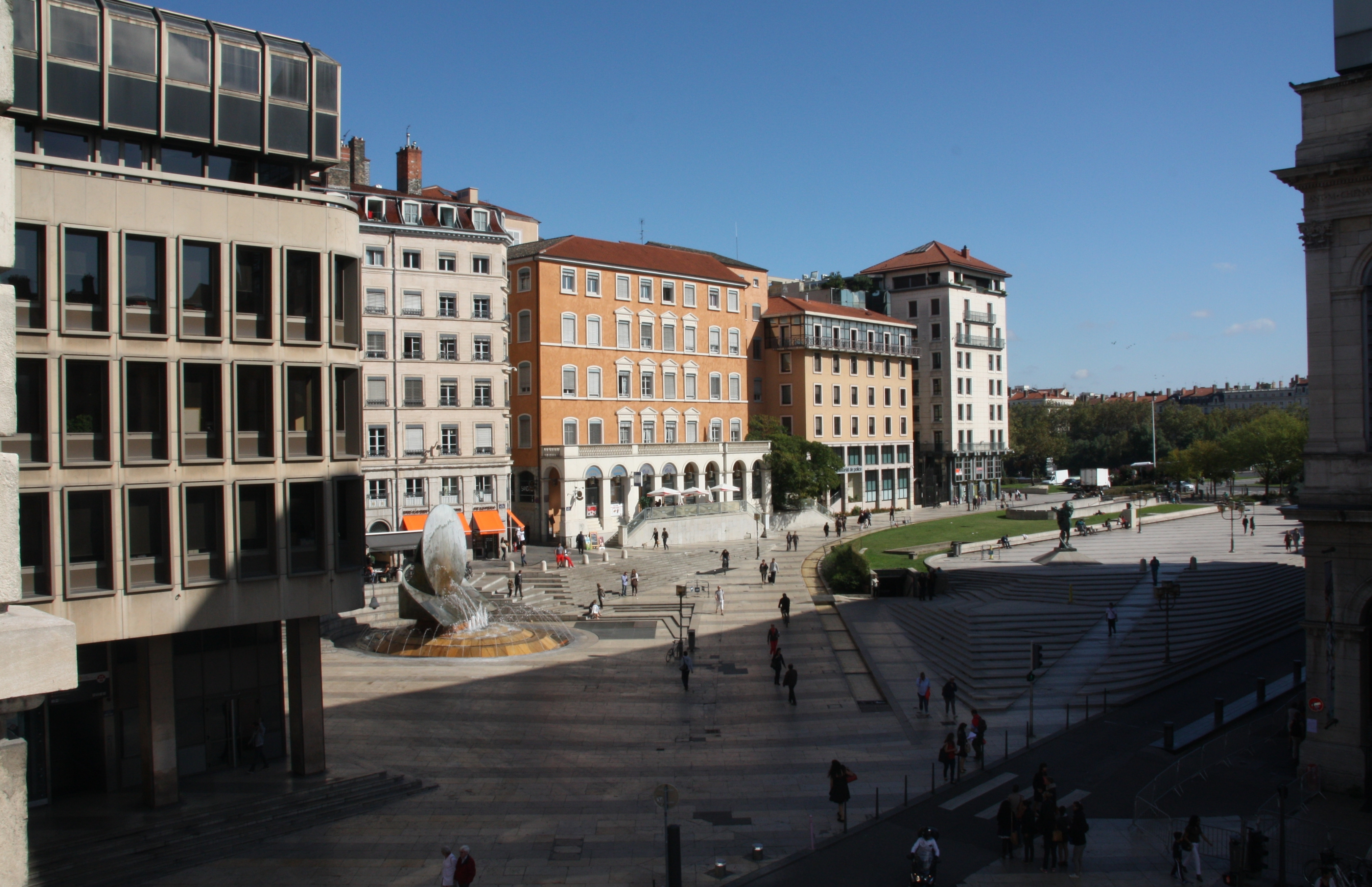
Place Louis-Pradel à Lyon.

### Place-carrefour
Place dont la majeure partie est occupée par le croisement de voies.

### Rond-point
Un rond-point est une place-carrefour circulaire (ronde, ovale ou polygonale) ou demi-circulaire. Un édicule (statue, fontaine, etc.) est généralement placé au milieu du rond-point.

## Quelques grandes places

### Places de renommée mondiale
- Place Tian'anmen en Chine (440 000 m2)
- Place Naghsh-e Jahan à Ispahan en Iran (89 600 m2)
- Plaza de la Constitución au Mexique (46 800 m2)
- Place Charles-de-Gaulle (plus connu sous son ancien nom Place de l'Étoile) en France (45 240 m2)
- Place Rouge à Moscou en Russie (23 100 m2)

### Places de renommée nationale ou régionale
Belgique
- Grand-Place de Saint-Nicolas (31 900 m2)
- Grand-Place de Bruxelles (14 800 m2)
- Place Saint-Lambert de Liège (9 000 m2)

France
- Place des Quinconces à Bordeaux (126 000 m2)
- Place de la Concorde à Paris (76 100 m2)
- Place Bellecour à Lyon (62 000 m2)
- Place Napoléon à La Roche-sur-Yon (28 000 m2)
- Place de Jaude à Clermont-Ferrand (27 800 m2)
- Place Masséna à Nice (>15 000 m2)
- Place Drouet-d'Erlon à Reims (>14 000 m2)
- Place de la Comédie à Montpellier (13 500 m2)
- Place Stanislas à Nancy (13 100 m2)

Pays-Bas
- Museumplein (place du Musée) à Amsterdam (79 000 m2)
- Place du Théâtre à Rotterdam (12 250 m2)

Pologne
- Marché Principal à Cracovie (40 000 m2)

Suisse
- Place du Marché à Vevey (17 000 m2)